# Dalby Norreskog
Dalby Norreskog är ett naturreservat (Natura 2000) i Dalby socken i Lunds kommun i Skåne. Det ligger norr om nationalparken Dalby Söderskog och är till ytan större än nationalparken. Delar av norreskogen är bokskog men andra arter som skogslind och ek förekommer i andra delar. Betesmarkerna mellan norr- och söderskogarna hör också till naturreservatet.
Området nyttjades till bete från medeltiden fram till tidigt 1900-tal, varefter skogarna vuxit fritt. Innan detta framkommit trodde man dock att området var urskog.
Det finns flera gångstigar i hela området.

## Källor

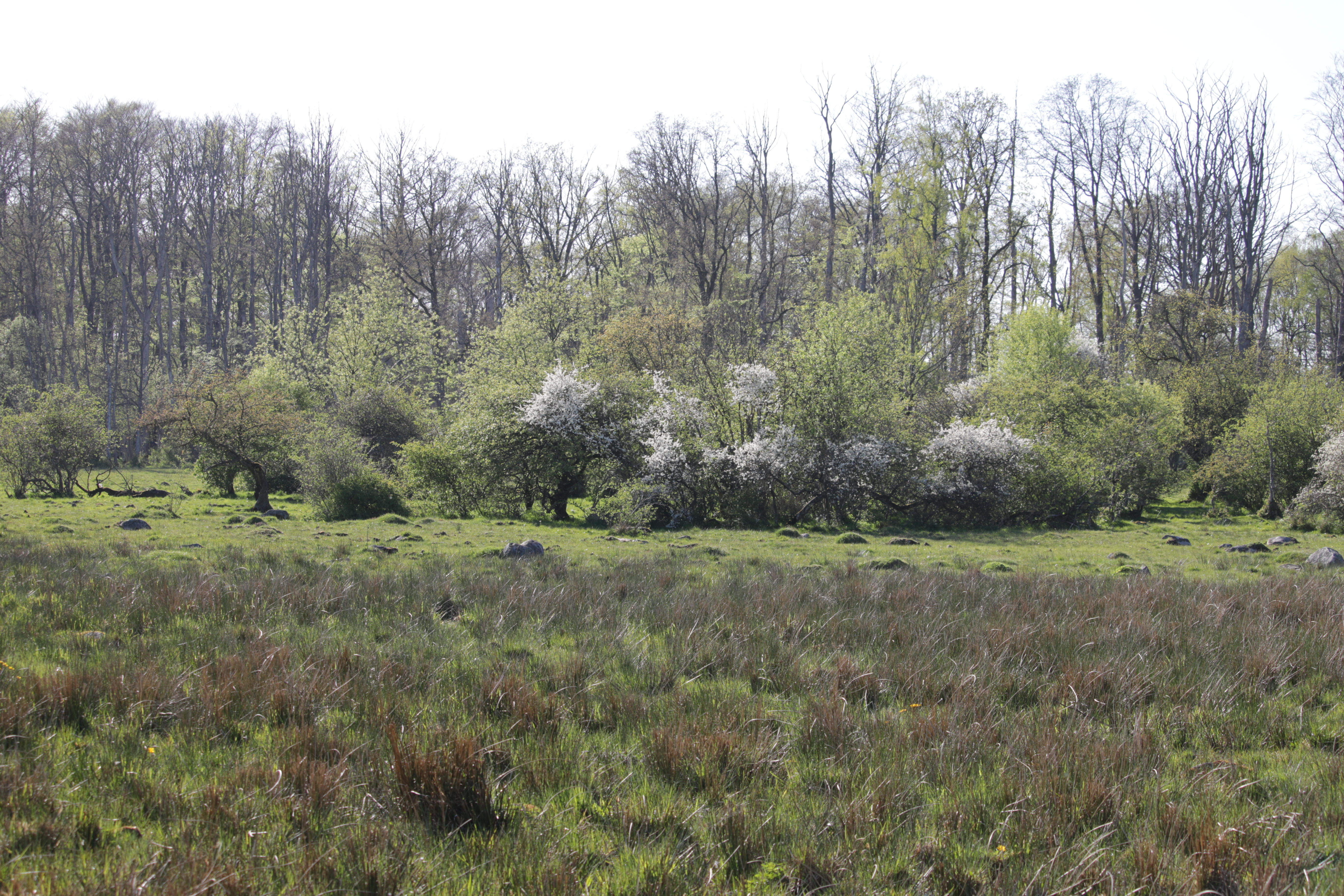
Fuktäng.